# Субботін Віктор Андрійович

Меморіальна дошка на ректораті НМУ ім. О. Богомольця, Київ, бул. Т. Шевченка, 13

Субботін Віктор Андрійович (1844 — 1898) — український медик-гігієніст.

## Біографія
Родом з Прилук Полтавської губернії (тепер Чернігівська область). 
У 1867 році закінчив медичний факультет Київського університету, у 1872—93 — його професор. 
Субботін був засновником першої в Україні самостійної катедри гігієни, активним співробітником Товариства київських лікарів, одним з засновників Російського Товариства Охорони Народного Здоров'я (1887), брав діяльну участь у боротьбі з епідеміями холери та тифів у Києві. 
Праці і статті вченого (переважно в німецьких наукових часописах) присвячені питанням фізіології, гігієни харчування, комунальної гігієни, епідеміології, організації охороні здоров'я. 
Віктор Субботін — автор посібників з гігієни (1882–1883).